# Aptinidius (subgênero)
Aptinus (Aptinidius) é um subgênero monotípico de carabídeo, pertencente ao gênero Aptinus, com distribuição no sudoeste da Europa.

## Espécie
- Aptinus displosor Dufour, 1811

## Distribuição
O táxon tem distribuição na Espanha, França e Portugal.